# ماور 1
ماور 1 (الاسم العلمي: Mauer 1) هي عبارة عن الفك السفلي لأقدم عينة متحجرة من جنس الهومو أكتشف في ألمانيا. اُكتشفت هذه الأحفورة في عام 1907 حقل رمال في قرية ماور الواقعة بولاية بادن الألمانيَّة، التي تبعد مسافة 10 كيلومترات عن مدينة هايدلبرغ. تعتبر ماور عينة عن إنسان هايدلبيرغ الذي يصنف كنوع منقرض من أشباه الإنسان، يرجح أنه الأصل المباشر لإنسان نياندرتال في أوروبا والإنسان العاقل. صنفت الأبحاث الأوروبية الأحفورة المكتشفة كإنسان منتصب من جنس هومو. عندما أكتشف الأحفورة أول مرة في عام 2010 قدر عمرها بحوالي 609,000 ± 40,000. لكن في وقت لاحق قدر عمرها بحوالي 600,000 أو 500,000.

## الاكتشاف
|                              |  |  |
| أوتو شوتنساك ودانييل هارتمان |  |  |

اكتشف عامل منجم يدعى دانييل هارتمان الفك السفلي البشري على عمق 24.63 متراً في أحد المناجم في قرية ماور جنوب غرب ألمانيا، وعرف على الفور أنَّ العظم الذي عثر عليه هو عظم بشري، كان دانييل وبقية عمال المناجم على دراية باحتمالية العثور على اكتشافات أثريَّة مماثلة في المناجم بعد أن قام الباحث أوتو شوتنساك بتشجيعهم على البحث عن الأحافير خصوصاً بعد أن عُثر على جمجمة فيل كاملة في نفس الموقع عام 1887، وقد قام شوتنساك بإلقاء عدة محاضرات لتدريس خصائص العظام البشريَّة لعمال المناجم.
فور استخراج العيَّنة انكسرت قطعة من الجانب الأيسر للفك السفلي ولم يتم العثور عليها أبداً، بالإضافة لذلك فقد كانت الأسنان والأضراس محاطة بقشرة سميكة من الرمال الخشنة، وهي سمة مميِّزة لجميع الأحافير المستخرجة من مناجم ماور بسبب تراكم كربونات الكالسيوم عليها.
```
أبلغ شوتينسك بالاكتشاف على الفور من قبل المقاول المسؤول عن المنجم، وقام شوتينسك بفحص وتوثيق الموقع والأحفورة المكتشفة، وقدَّم نتائج دراسته في خريف العام التالي في ورقة بحثيَّة بعنوان: «الفك السفلي لإنسان هايدلبرغ من مناجم الرمل في ماور بالقرب من هايدلبرغ»، وفي 19 نوفمبر تشرين الثاني 1907 صرح شوتينساك في وثيقة رسمية بأن المقاول جوزيف روش المسؤول عن المنجم قد أعطى العينة المكتشفة لجامعة هايدلبرغ كهدية
[
7
]
، ما تزال بقايا الفك السفلي محفوظة في معهد الجيولوجيا في الجامعة حتى يومنا هذا «كأكثر الأشياء قيمة وأهميَّة في مجموعة التاريخ الطبيعي لجامعة هايدلبرغ» 
[
8
]
، بالإضافة للفك السفلي تمَّ اكتشاف العديد من العينات الأخرى في مناجم ماور الرملية مثل أدوات بشرية اكتشفها كارل فريدريك هورموث عام 1924، وعظام بشريَّة تعود لإنسان هايدلبرغ اكتشفها فيلهلم فرويدنبرغ عام 1933.
```

## وصف العينة
اعتمد أوتو شوتنساك في وصفه الأصلي لعينة الفك السفلي عام 1908 على خبرة البروفيسور بريسلاو هيرمان كلاتش، ومع ذلك فهو لم يذكره إلَّا تلميحاً في المقدمة
، يقول شوتنساك في وصفه للعينة: إنَّ هذه العينة تُظهر مزيجاً متنوعاً من الصفات والميزات التي لم يعثر عليها من قبل في أي هيكل بشري حديث أو متحجر، هناك قياسات وأبعاد غريبة في هذا الفك السفلي ولكنَّ الدليل الفعلي على أنَّنا نتعامل مع بقايا بشريَّة هو الأسنان، فهذه الأسنان المحفوظة بشكل كامل تحمل الطابع البشري، ولا تظهر الأنياب أي اختلاف عن مجموعات الأسنان الأخرى وهي توحي بتطور معتدل ومنسجم كما هو الحال في أسنان البشر المعاصرين، ويُقدَّر عمر الوفاة بحوالي 20 – 30 سنة.
أكَّد شوتنساك أنَّ العينة لا تعود للإنسان المعاصر «الإنسان العاقل» من خلال اختلاف الأسنان ووضعية الفك السفلي، وقد اعتمد شوتنساك بصورة رئيسية على حقيقة أنَّ الفك السفلي لإنسان هايدلبرغ يفتقد للذقن بعكس الفك السفلي للبشر المعاصرين، وفي النهاية يتخذ شوتنساك موقفاً واضحاً للدفاع عن الداروينيَّة في النقاش واسع النطاق حول أصل الإنسان ويرى أنَّ الإنسان قد تطور من مملكة الحيوان وليس نتيجةً للخلق.
كان شوتنساك - مثله مثل العديد من علماء الطبيعة في بداية القرن العشرين - مخطئاً في تقييمه للتشابه بين الفك السفلي لحفرية ماور مع القردة العليا حيث قال: «إنَّ الفك السفلي لإنسان هايدلبرغ يكشف عن الحالة الأصلية المشترك بين الإنسان والقردة العليا» في عام 1924 اكتشفت مستحاثة جديدة في جنوب إفريقيا أطلق عليها «طفل تونغ»، وهو أقدم بحوالي مليوني سنة من الفك السفلي لحفرية ماور، وعلى الرغم من كونه أقدم تاريخيَّاً، إلا أنه مع ذلك لا يُمثل السلف المشترك للبشر والقردة.

## التاريخ
كان المنجم الذي اكتشفت فيه حفرية ماور يعاني من ضائقة مالية حادة في ثلاثينيات القرن العشرين، وتمَّ تحويله لأرض زراعية لاحقاً وأصبح بحلول عام 1982 محمية طبيعيَّة، وهكذا أصبح من المستحيل تقريباً في الوقت الحاضر الوصول إلى الموقع الأساسي الذي اكتشفت فيه العينة أصلاً، وبدلاً من ذلك حاول العلماء تحديد عمر طبقة الحفريات التي اكتشفت فيها العينة اعتماداً على أساليب علم الجيولوجيا، وكان شوتنساك قد وصف الطبقة المحيطة بالعينة بأنَّها طبقة من الحصى المدعمة بكربونات الكالسيوم والطين تبلغ سماكتها عشرة سنتيمترات وتتفاعل بشكل خفيف مع حمض كلور الماء، وتقترح المعطيات الجيولوجية حداً أدنى للعمر يبلغ حوالي 780 ألف عام، وحداً أقصى يصل لعدة ملايين من السنوات.
مع ذلك وفي الذكرى المئوية للاكتشاف والتي وافقت عام 2007 ذكر مقال علمي أنَّه لا يوجد حتى الآن أي معطيات دقيقة كافية لتحديد العصر الجيولوجي الذي تنتمي إليه عينة الفك السفلي هذه، وفي نوفمبر تشرين الثاني من العام 2010 وبعد أبحاث مستفيضة استخدمت الومضان بالأشعة تحت الحمراء للطبقة الرملية، ودراسة عمر النصف للمواد المشعة في أسنان العينة، تمَّ تحديد عمر حفرية ماور 1 بحوالي 609 ألف سنة تقريباً مع هامش خطأ لا يتجاوز 40 ألف سنة.

## العلاقة مع الإنسان الحديث
تنتمي عينة ماور 1 إلى جنس أشباه البشر، ومن الواضح أنَّ تشريح الفك السفلي أكثر بدائيةً من تشريح إنسان النياندرتال، لكنَّ القوس السنيَّة المستديرة وطريقة صف الأسنان تبدو بالفعل كأنَّها بشرية، اعتماداً على هذه المعطيات يعتقد الباحثون اليوم بأنَّه من المنطقي اعتبار عينة ماور 1 تعود لنوع مستقل من أشباه البشر هو إنسان هايدلبرغ، ووفقاً لكريس سترينغر فإن إنسان هاليدبرغ يُصنف بين الإنسان المنتصب وبين إنسان النياندرتال الحديث، ومن وجهة النظر هذه فهو آخر سلف مشترك للإنسان البدائي مع أنَّه إنسان حديث من الناحية التشريحيَّة.
مع ذلك فهناك باحثون آخرون يدافعون عن وجهة نظر معاكسة تماماً مفادها بأنَّ التطور البشري قد حدث في إفريقيا وأوروبا بشكل تدريجي ومتشابه من الإنسان المنتصب نحو إنسان نياندرتال، ورفض هؤلاء أي فصل بين مساري التطور هذين، ولهذا السبب تخلوا عن إنسان هايدلبرغ تماماً، وصنَّفوا إنسان ماور 1 بأنَّه شكل محلي متأخر من الإنسان المنتصب، وعلى الرغم من ذلك كله فهناك اتفاق بين جميع علماء الأنثروبولوجيا القديمة على أن الفك السفلي لعينة ماور 1 لا ينتمي إلى خط التطور المباشر لأسلاف الإنسان الحديث، بل إنَّه أحد نتائج الهجرة المُبكرة إلى أوروبا وآسيا والتي قد يبلغ عمر أقدم أحافيرها خارج إفريقيا حوالي 1.8 مليون سنة، والتي كان إنسان نياندرتال آخر نسل لها في أوروبا، وقد انقرض قبل حوالي 30 ألف عام فقط، أمَّا أجداد الإنسان الحديث فقد وصلوا إلى أوروربا خلال موجة الهجرة الثانية والتي حدثت منذ حوالي 40 إلى 30 ألف سنة مضت.

## معرض صور

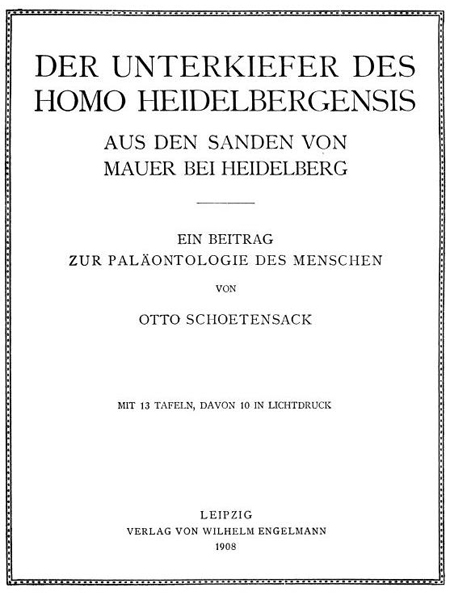
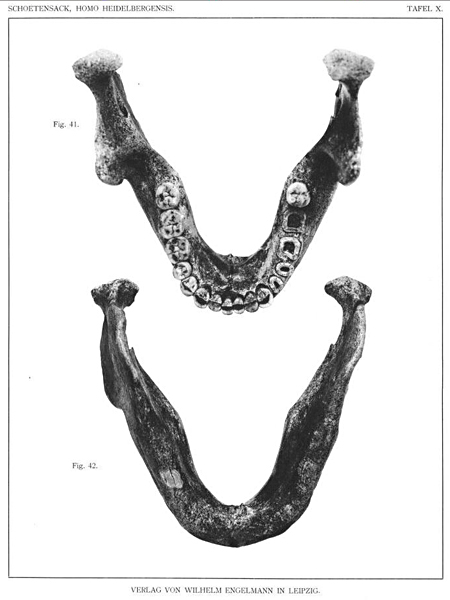
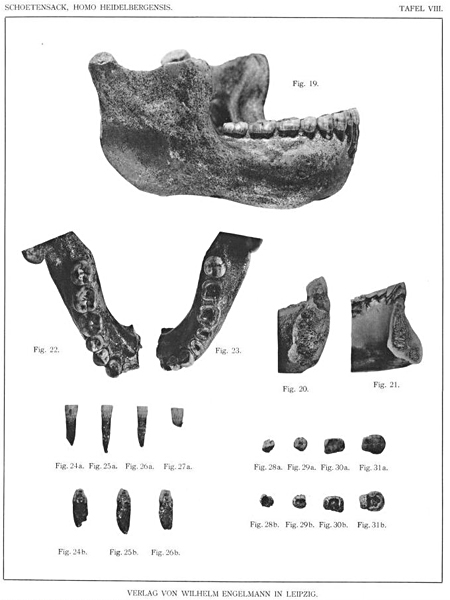
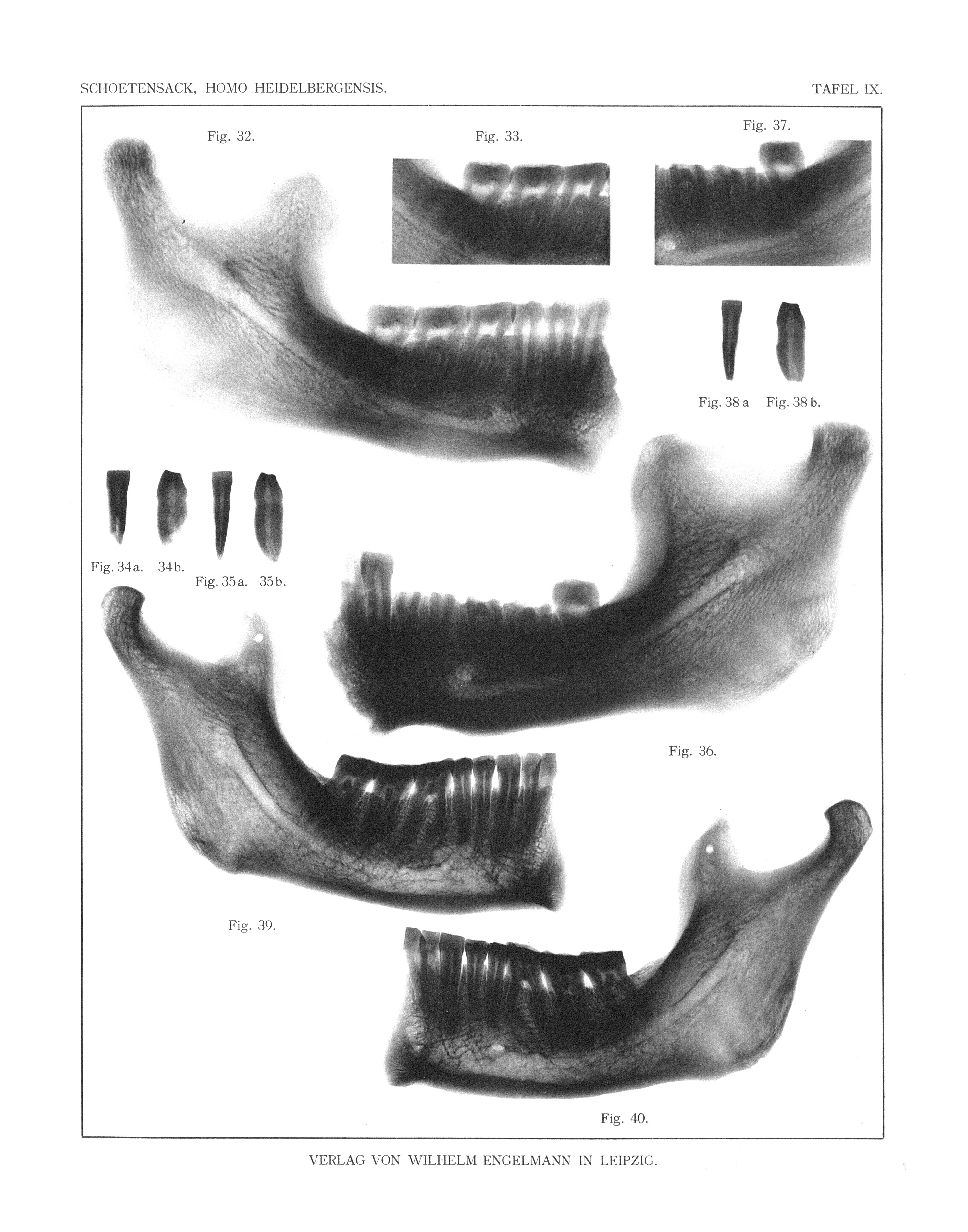
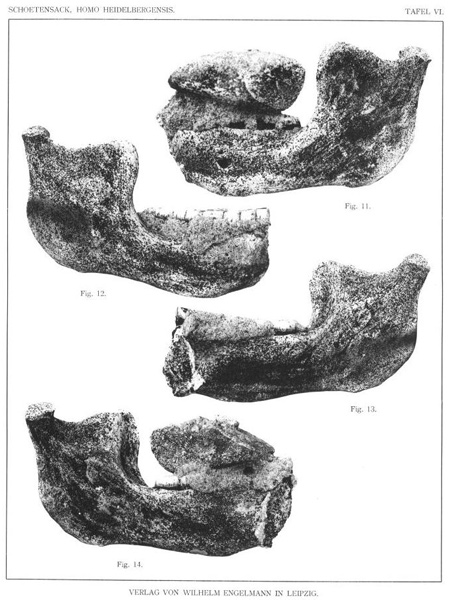